# 유럽 연합 청소년 관현악단

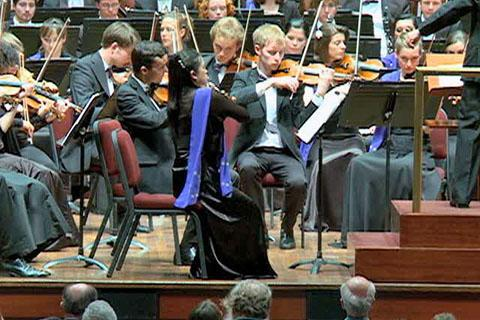

유럽연합 청소년 관현악단(European Union Youth Orchestra)은 유럽연합 가맹국들의 청소년 연주자들로 구성되는 청소년 관현악단이다. 1978년 영국의 국제 청소년 재단 의장이었던 라이오넬 브라이어와 총비서 조이 브라이어가 공동으로 결성했고, 초대 음악 감독으로 클라우디오 아바도를 영입했다. 악단 회장에는 영국 총리를 역임했던 정치인 에드워드 히스가 부임했다.
창단 첫 해부터 네덜란드와 서독, 프랑스, 룩셈부르크, 벨기에, 이탈리아로 순회 공연을 떠났으며, 뒤이어 영국과 덴마크, 아일랜드에서도 공연을 가졌다. 아바도 외에도 제임스 저드나 헤르베르트 폰 카라얀, 다니엘 바렌보임, 게오르그 솔티, 레너드 번스타인, 유리 시모노프, 안탈 도라티 등의 저명한 지휘자들이 객원으로 지휘했으며, 1981년에는 아바도의 지휘로 세인트 앨번스에서 베를리오즈의 대규모 종교음악 작품인 '테 데움' 을 공연한 실황녹음이 도이체 그라모폰에서 출반되어 화제가 되었다.
1994년에는 아바도의 후임으로 베르나르트 하이팅크가 음악 감독에 취임했으며, 2000년부터는 블라디미르 아슈케나지가 악단을 맡고 있다. 단원들은 27개국의 유럽연합 가맹국에서 오디션을 통해 골고루 뽑히고 있으며, 각 악기나 파트별로 유럽 유수의 관현악단 단원들이나 음악원 교수들이 강사로 초빙되어 지도하고 있다. 2009년 현재 총 단원수는 140명이며, 평균 연령은 14~24세이다. 공연은 유럽연합 가맹국뿐 아니라 여타 비가맹 유럽 국가들과 다른 대륙국에서도 개최하고 있으며, 유럽연합의 공식 행사나 축전을 위한 특별 공연에도 참가하고 있다. 참가한 연주자들은 퇴단 후에도 대부분 세계 각지의 관현악단들이나 음악원, 음악대학에서 활동하고 있다.